# Гроховиці
Гроховиці (пол. Grochowice, нім. Grochwitz) — село в Польщі, у гміні Котля Глоговського повіту Нижньосілезького воєводства.
Населення — 376 осіб (2011).
У 1975-1998 роках село належало до Легницького воєводства.

## Демографія
Демографічна структура станом на 31 березня 2011 року:
|          | Загалом | Допрацездатний вік | Працездатний вік | Постпрацездатний вік |
| -------- | ------- | ------------------ | ---------------- | -------------------- |
| Чоловіки | 181     | 31                 | 136              | 14                   |
| Жінки    | 195     | 45                 | 112              | 38                   |
| Разом    | 376     | 76                 | 248              | 52                   |